# Concepción del Oro
Concepción del Oro là một đô thị thuộc bang Zacatecas, México. Năm 2005, dân số của đô thị này là 11857 người.